# مسرح الصواري
تأسس مسرح الصواري عام 1991 كثالث فرقة مسرحية أهلية في البحرين، وكان الطابع التجريبي في المسرح هو هاجسه الذي تأسس عليه، ومن خلال عدد من الكوادر المسرحية التي تجنح للتجريب والاختيار في المسرح ومن بينها الفنان عبد الله السعداوي، والفنان الناقد يوسف الحمدان والفنان إبراهيم خلفان . بدأت تجارب هذا المسرح في النمو والبروز، ولفتت إليها أنظار كثير من المسرحيين العرب، بينما في الداخل البحريني تعامل الكثيرين معها بشيء من الريبة والحذر، بسبب الخروج عن المألوف المسرحي الذي كان يمارسه هذا المسرح، وعدم تقبّل المجتمع البحريني للأساليب المسرحية الجديدة.

## أهداف المسرح
- تطوير الحركة المسرحية في البحرين
- تقديم التجارب الشبابية الجديدة وتشجيعها على تقبل الافكار المسرحية المتقدمة
- الاهتمام بخلق ذوق مسرحي جديد يبتعد عن المطالب الاستهلاكية السطحية

## من إنجازات المسرح
- المخرج عبد الله السعداوي ينال جائزة الإخراج عام 94 عن مسرحية (الكمامة) في المهرجان التجريبي
- إقامة المهرجان المسرحي للهواة.. وهو مهرجان كانت تقيمه الفرقة في شهر أغسطس من كل عام.. تأسس عام 93.. ظهر من خلاله عدد من المخرجين الشباب وهو تكريس سنوي يسعى المسرح على تأكيده ومشاركة الشباب فيه.[3]

## عروض مسرح الصواري[2]
- مسرحية «رجل وامرأة» تأليف: أحمد جمعة، إخراج: إبراهيم خلفان، وهي أول عمل يقوم به المسرح.
- مسرحية «كاريكاتير» تأليف وإخراج: يوسف الحمدان.شاركت في المهرجان التجريبي92
- مسرحية «سكوريال» أو «أجراس» تأليف: ميشيل دي جيلدرود، إخراج: عبد الله السعداوي، شاركت في المهرجان التجريبي 93.
- مسرحية «ميلاد شمعة» تأليف وإخراج: يوسف الحمدان.. عرضت بمناسبة اليوم العالمي للمسرح 93م.
- مسرحية «اختطاف» تأليف: أمين صالح، إخراج: مصطفى رشيد 1993م.
- مسرحية «الكمامة» تأليف: ألفونسو ساستري، إخراج: عبد الله السعداوي شاركت في مهرجان القاهرة الدولي للمسرح التجريبي السادس 94م وقد فاز مخرجها بجائزة الإخراج.
- مسرحية «الدنيا دوارة» تأليف وإخراج: إبراهيم بحر، 22 / 5 / 1994م.
- مسرحية «الحساء الأخير» تأليف: يوجين يونسكو، إعداد وإخراج: يوسف الحمدان، 1995م
- مسرحية «الظلمة» تأليف: ج - ل هالواي، إخراج: محمد رضوان 95م
- مسرحية «القربان» تأليف: لصلاح عبد الصبور - إخراج: عبد الله السعداوي 96م
- مسرحية «الليلة العلمية» تأليف: وليد إخلاصي وإخراج: إبراهيم خلفان (مارس - أبريل 97) وشاركت في المهرجان التجريبي 98م
- مسرحية «ظلالوه» تأليف وإخراج: يوسف الحمدان 15 / 7 / 1997
- مسرحية «احنى أهنيه» تأليف: دورثي باركر، اعداد: عبد الله السعداوي - إخراج: حسين الحليبي 98م
- مسرحية «الطفل البرئ» تأليف بريم تشند - إخراج: عبد الله السعداوي - يونيه يوليو 1999م.
- مسرحية «ضوء/ظل» إخراج: سلمان العريبي أغسطس 1999م.. وشاركت في المهرجان التجريبي99م.
- مسرحية إيفا) تأليف وليد فاضل - إخراج: خالد الرويعي 2001م
- مسرحية يوم نموذجي) تأليف وليد اخلاصي إخراج: إبراهيم خلفان
- مسرحية ثلاث بنات حريم، إخراج: خالد الرويعي شاركت في مهرجان (يا سلام) بسويسرا 2002م
- مسرحية ابني المتعصب، اعداد وإخراج: عبد الله السعداوي 2003م
- مسرحية مسافر ليل، تأليف صلاح عبد الصبور وإخراج إبراهيم خلفان 2005
- مسرحية متروشكا، إعداد وإخراج عبد الله السعداوي 2007
- مسرحية الصفحة الأخيرة من الجريدة إعداد وإخراج عبد الله السعداوي 2010